# Dourbie
La Dourbie est une rivière du Sud de la France coulant dans les départements du Gard et de l'Aveyron, en région Occitanie, et un affluent gauche du Tarn, donc un sous-affluent du fleuve la Garonne.

## Géographie
Rivière du Massif central en France, de 71,9 km de longueur, elle prend sa source dans le massif du Lingas au sud du mont Aigoual sur la commune d'Arphy (Gard), à 1 301 m d'altitude, entre les deux cols de Montals et col de Giralenque. La source est voisine de la route départementale D 548, et des trois sentiers de grande randonnée suivants : le GR 60, le GR7 et le GR de pays Tour du Viganais.
Elle coule globalement de l'est vers l'ouest, puis borde le causse du Larzac (au sud-ouest) qu'elle sépare du causse Noir (au nord-est).
Elle conflue dans la rivière Tarn rive gauche à Millau (Aveyron), à 357 m d'altitude.

### Les gorges de la Dourbie

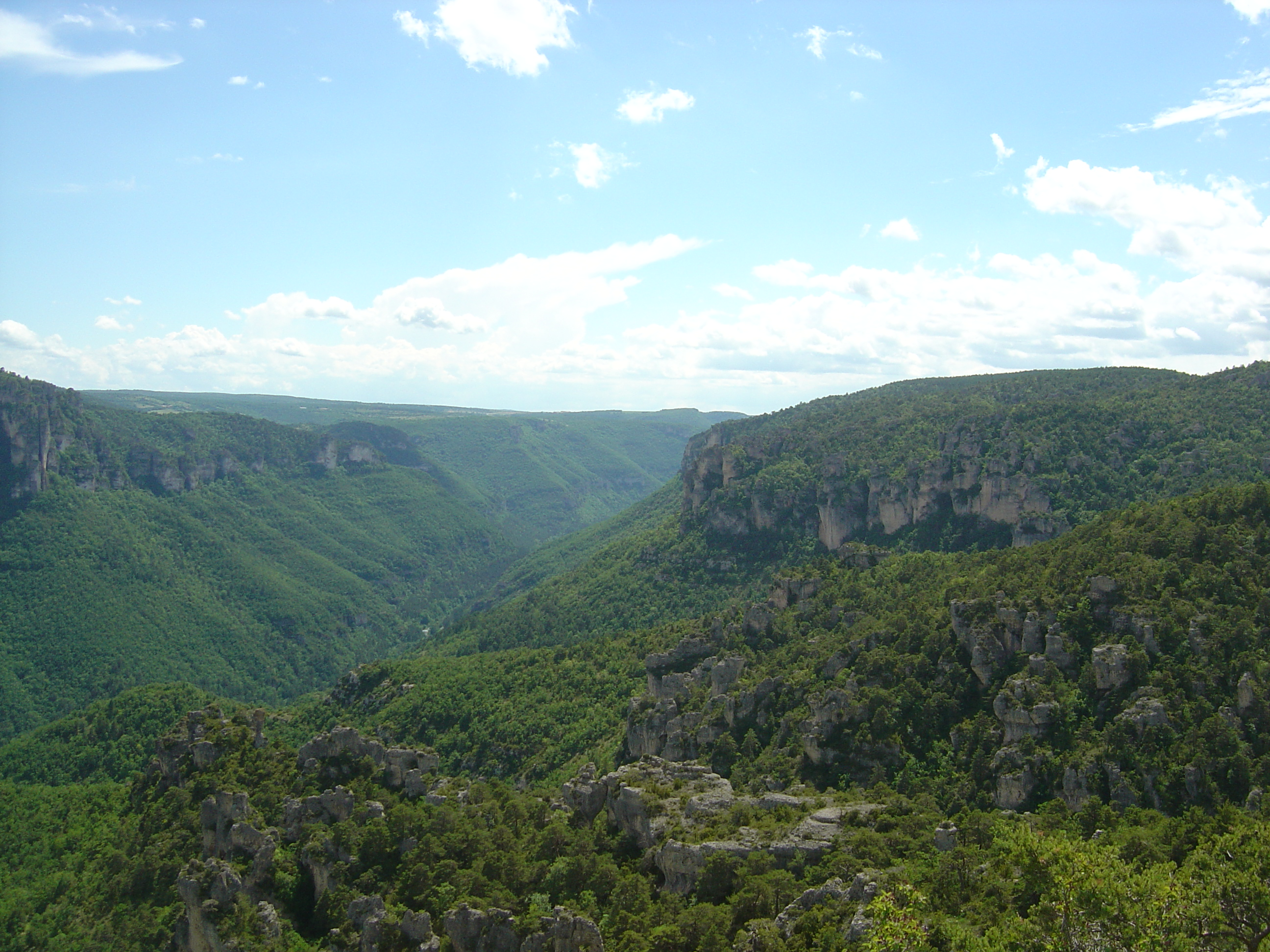
Gorges de la Dourbie vues depuis le belvédère du Chaos de Montpellier-le-Vieux.

Les gorges de la Dourbie se situent majoritairement dans le département de l'Aveyron ; mais une petite part se trouve dans le département du Gard. C'est au pied du village de Dourbies que la rivière s'enfonce dans un défilé aux pentes très boisées. Ce parcours pittoresque s'atténue lorsque la Dourbie approche le village de Saint-Jean-du-Bruel (département de l'Aveyron). Après Nant, la rivière effectue une nouvelle percée dans le calcaire, séparant ainsi le Causse Noir et les abords du Causse du Larzac, et ce jusqu'à Millau, où la rivière rejoint le Tarn. Cette portion des gorges de la Dourbie (parfois appelé canyon) en est le point le plus touristique grâce à des sites très renommés localement comme les villages perchés de Cantobre et de Saint-Véran, l'ancien moulin de Corp et son exsurgence karstique, sans oublier le proche site de Montpellier-le-Vieux, au-dessus du village de La Roque-Sainte-Marguerite.
Les gorges de la Dourbie constituent un véritable canyon qui rappelle par son allure et son histoire les canyons situés plus au nord de la Jonte ou du Tarn. Leur ampleur est similaire avec des dénivelés qui atteignent ou dépassent les 400 m (450 m à la corniche du Rajol, 500 m à la serre del Berc). La longueur des gorges est d'à peu près 20 km.

### Communes et cantons traversés
Dans les deux départements de l'Aveyron et du Gard, la Dourbie traverse dix communes et cinq cantons :
- dans le sens amont vers aval :
  - Gard : Arphy (source), Bréau-et-Salagosse, Dourbies, Trèves, Revens.
  - Aveyron : Saint-Jean-du-Bruel, Nant, Saint-André-de-Vézines, La Roque-Sainte-Marguerite, Millau (confluence).

Soit en termes de cantons, la Dourbie prend source dans le canton du Vigan, traverse les canton de Trèves, canton de Nant, canton de Peyreleau, conflue dans le canton de Millau-Est, le tout dans les arrondissements du Vigan et de Millau.

### Bassin versant
La Dourbie traverse neuf zones hydrographiques : « la Dourbie du confluent du Brevinque au confluent du Trèvezel », « la Dourbie du confluent des Crozes au confluent du Brevinque (inclus) », « la Dourbie du confluent du Valat des Gardies au confluent des Crozes (inclus) », « la Dourbie du confluent du Trèvezel au confluent de la Garène », « la Dourbie du confluent du [toponyme inconnu] au confluent du Tarn », « la Dourbie du confluent de la Garène au confluent du [toponyme inconnu] (inclus) », « la Garène », « le Trèvezel du confluent du Bonheur au confluent de la Dourbie », « la Dourbie de sa source au confluent du Valat des Gardies (inclus) », pour une superficie de 568 km2.
Ce bassin versant est constitué à 82,72 % de forêts et milieux semi-naturels, à 16,82 % de territoires agricoles, à 0,45 % de territoires artificialisés. Le bassin versant voisin au nord-est est celui de l'Hérault.

### Organisme gestionnaire
L'organisme gestionnaire est le syndicat mixte du bassin versant de la Dourbie sis en mairie de Nant.

## Affluents
La Dourbie a soixante-et-onze tronçons affluents référencés dont :
- ruisseau de Pueylong (rd[note 1]), 7,7 km ;
- le Crouzoulous (rg), 8,9 km sur les trois communes de Aumessas (source), Dourbies et Trèves (confluence) avec quatre affluents ;
- le Valat des Gardies (rg) ;
- le Valat de Prunaret (rg) ;
- le Valat de Duzas (rg) ;
- ruisseau des Crozes (rg) ;
- ruisseau du Viala (rg) ;
- ruisseau du Bruel (rg) ;
- ruisseau de Saint-Glève (rd) ;
- le Roubieu (rg), 6,5 km ;
- ruisseau de Brevinque (rg) ;
- ruisseau du Lingas (rg), 6,5 km ;
- le Durzon (rg), 7,1 km ;
- le Trèvezel (rd), 29,6 km de rang de Strahler trois ;
- ruisseau de Garène (rd) 17,4 km ;
- ravin des Rajals (rd).

### Rang de Strahler
Le rang de Strahler est donc de quatre.

## Images

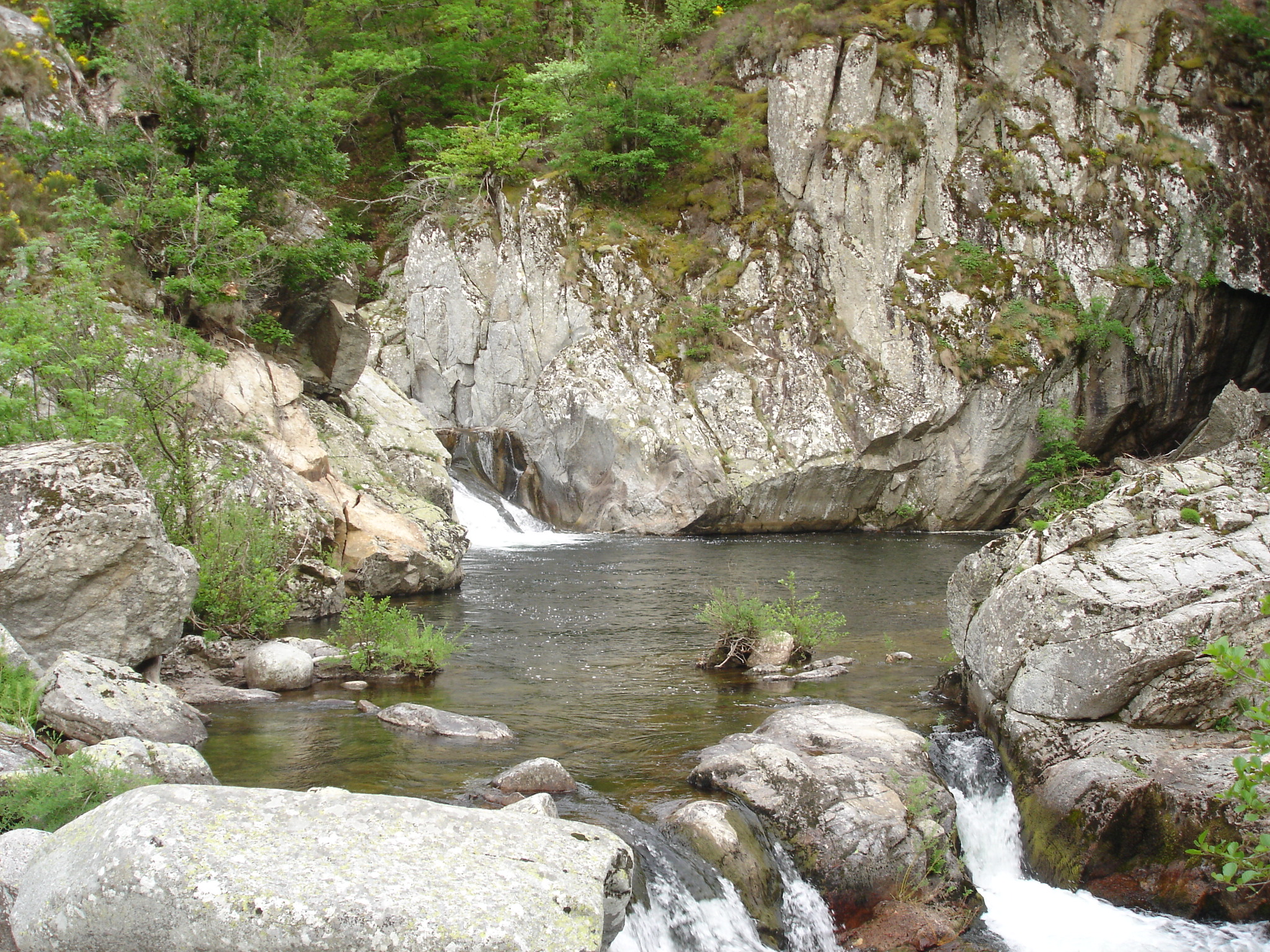
Le gour Noir à Dourbies, Gard.
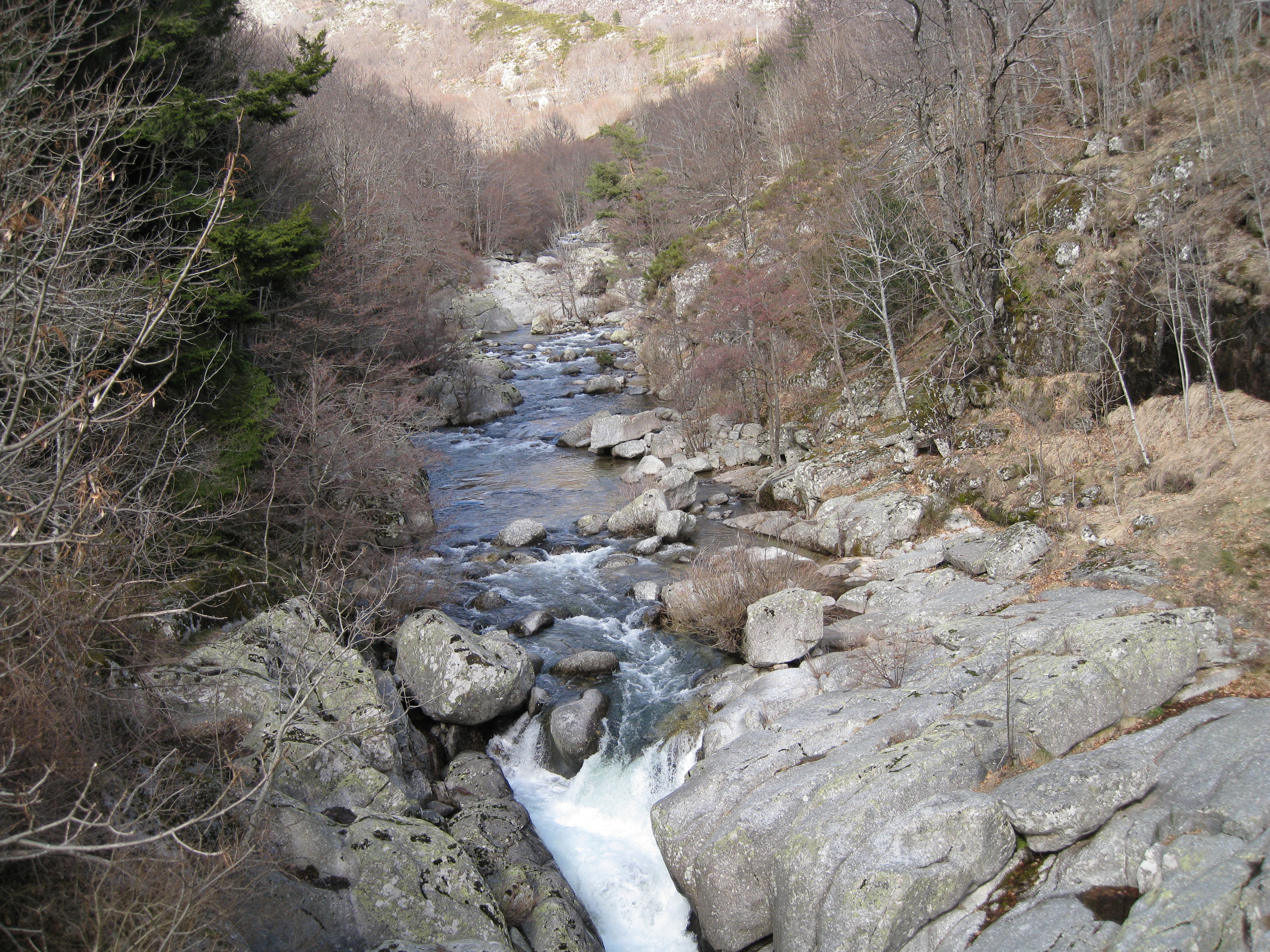
La Dourbie en hiver à Dourbies, Gard.
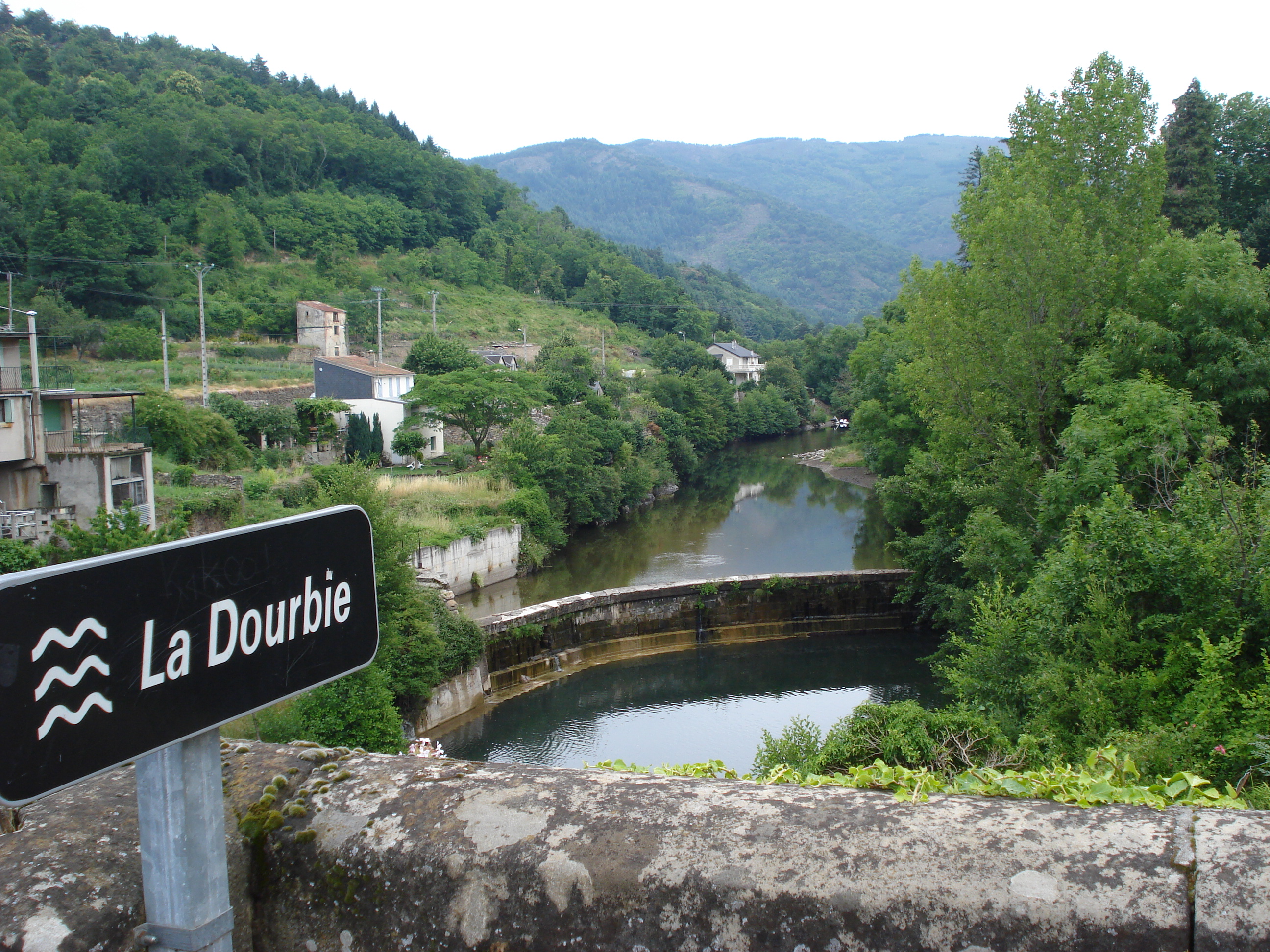
La Dourbie à Saint-Jean-du-Bruel, Aveyron.
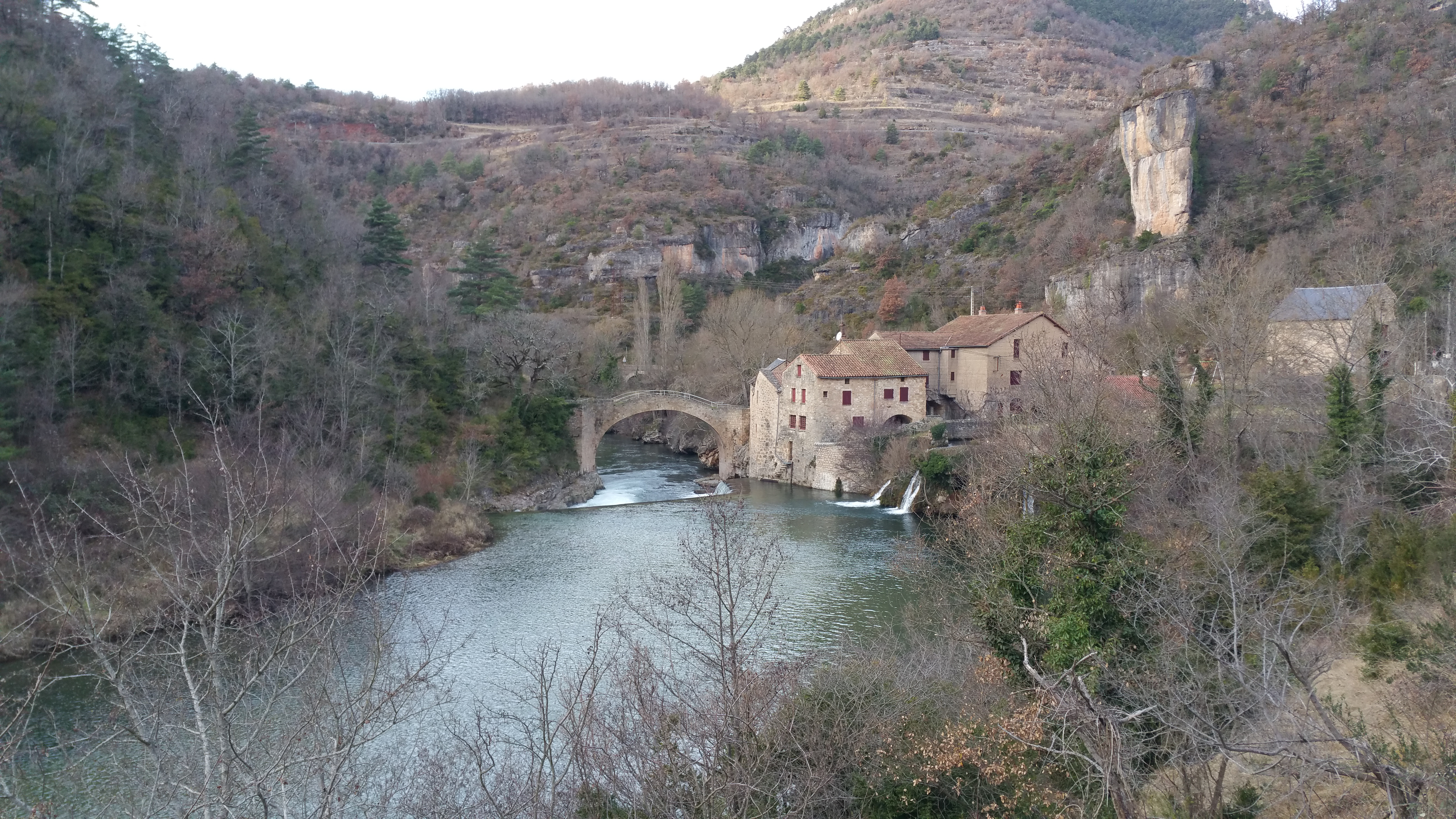
La Dourbie au moulin de Corp, Saint-André-de-Vézines, Aveyron.
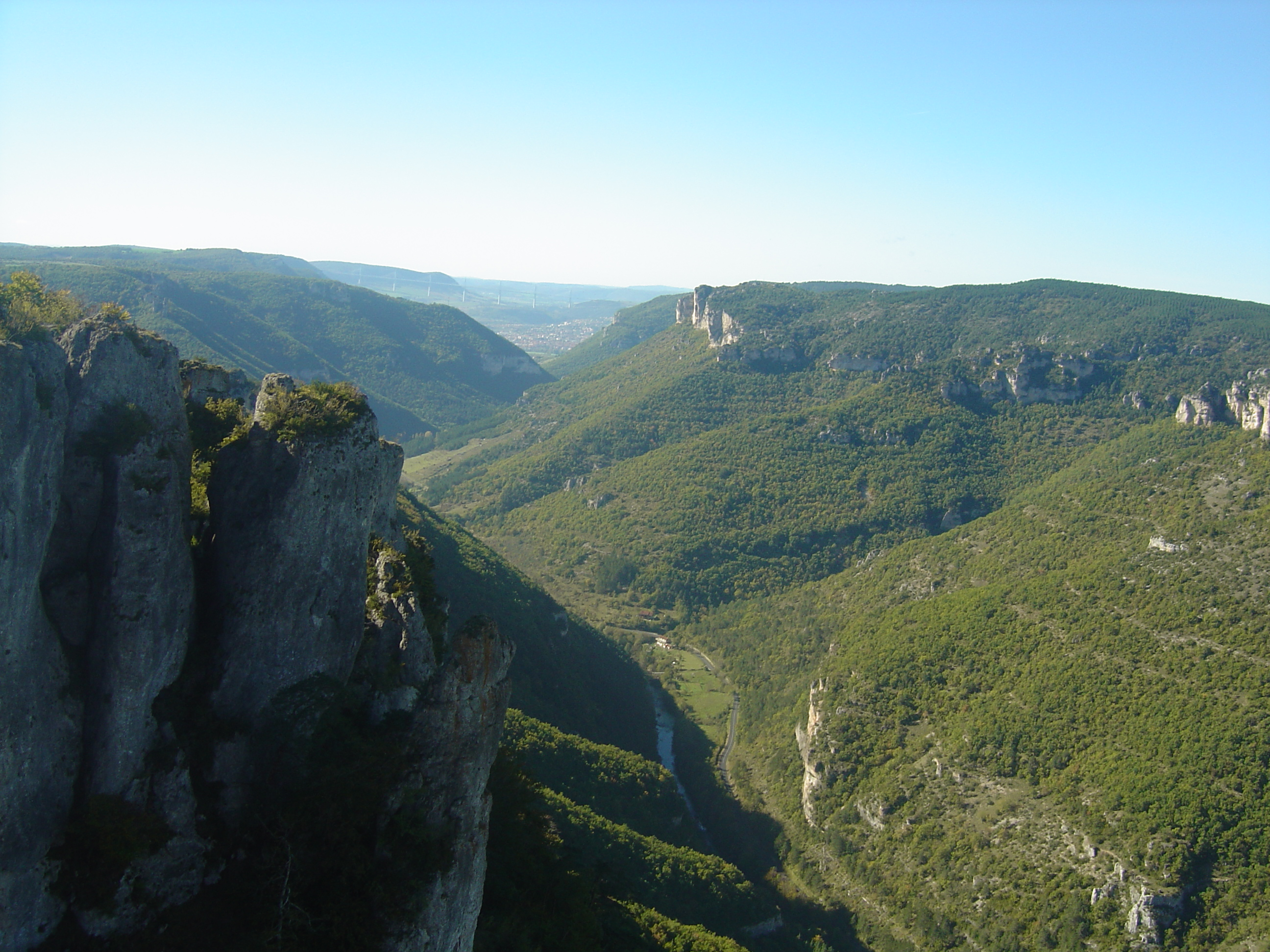
Gorges de la Dourbie près Millau, Aveyron.
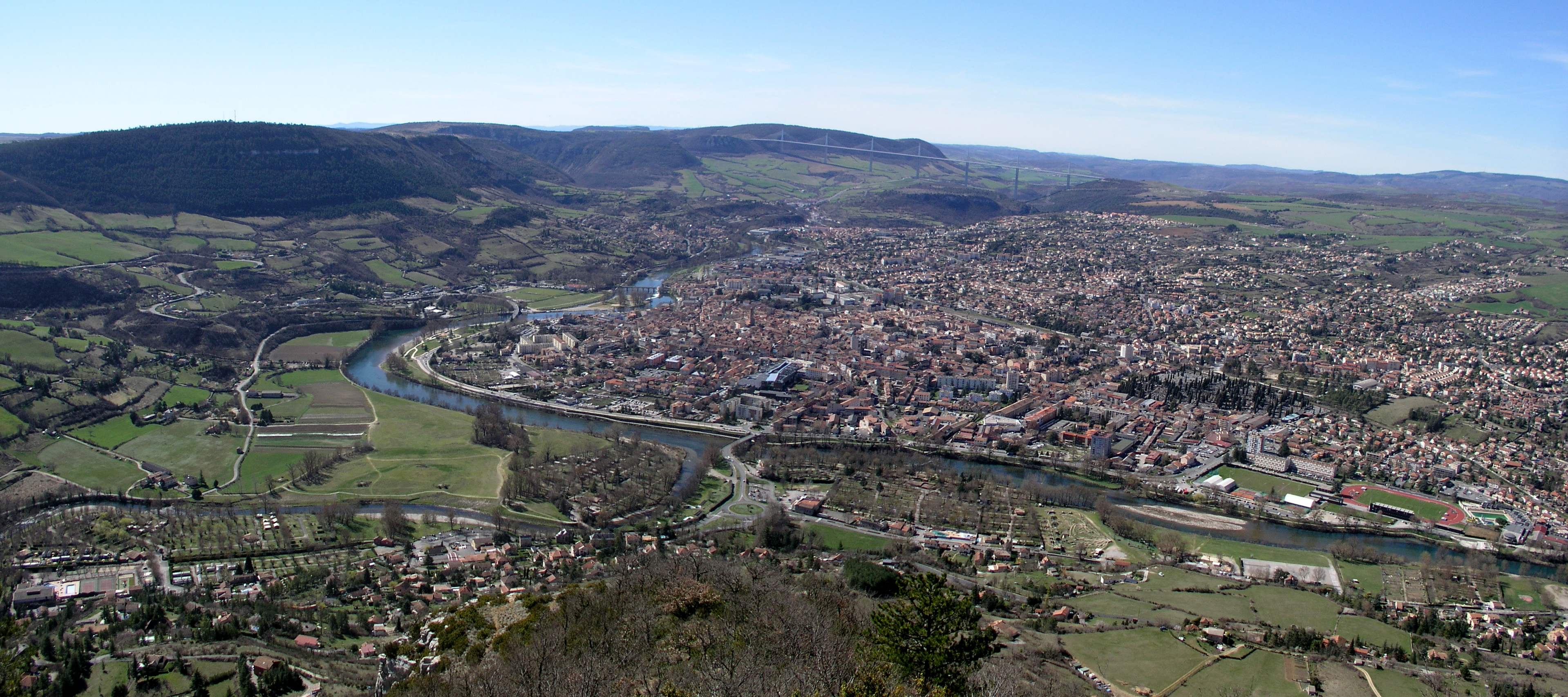
Confluence de la Dourbie et du Tarn à Millau, Aveyron.
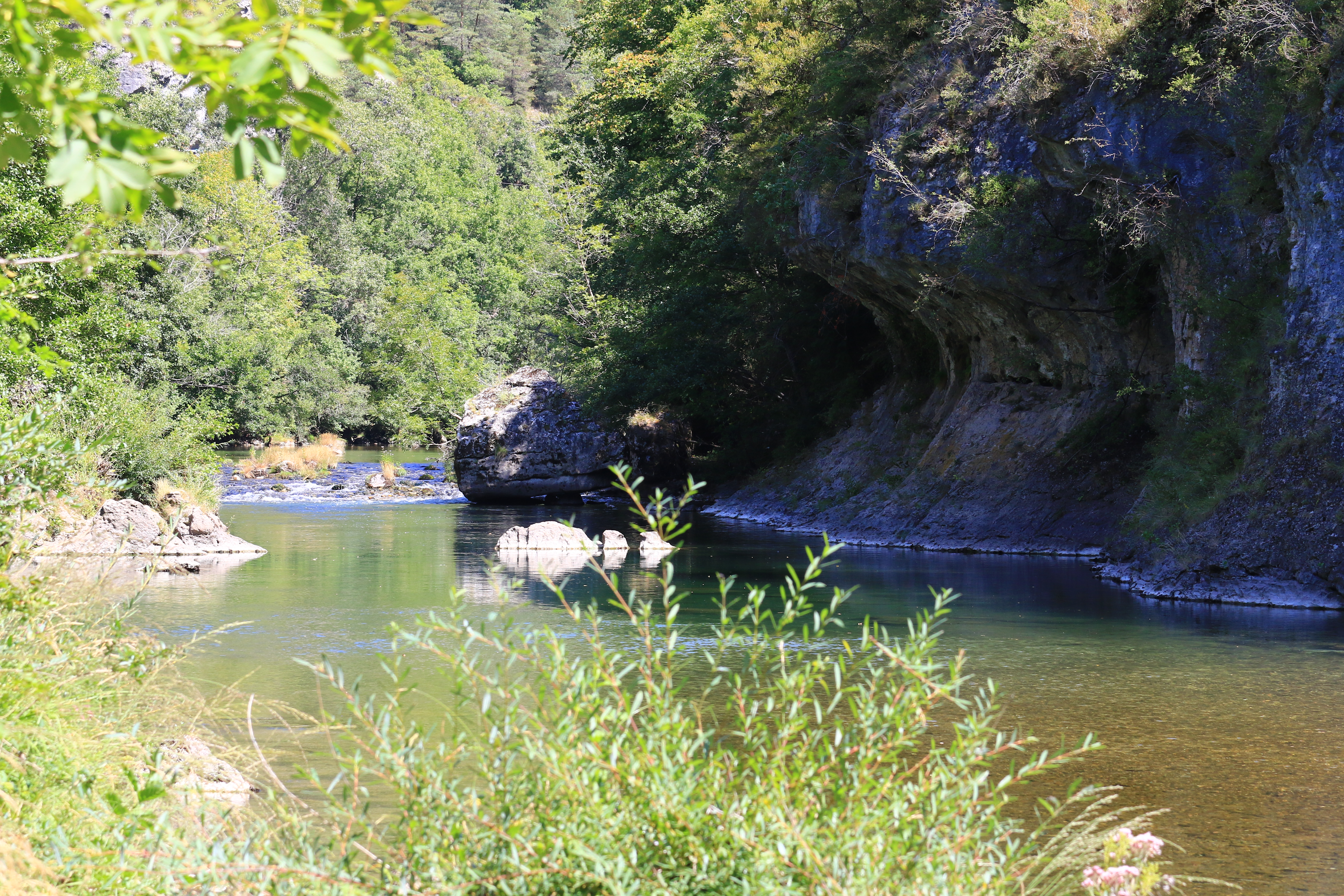
Les gorges.
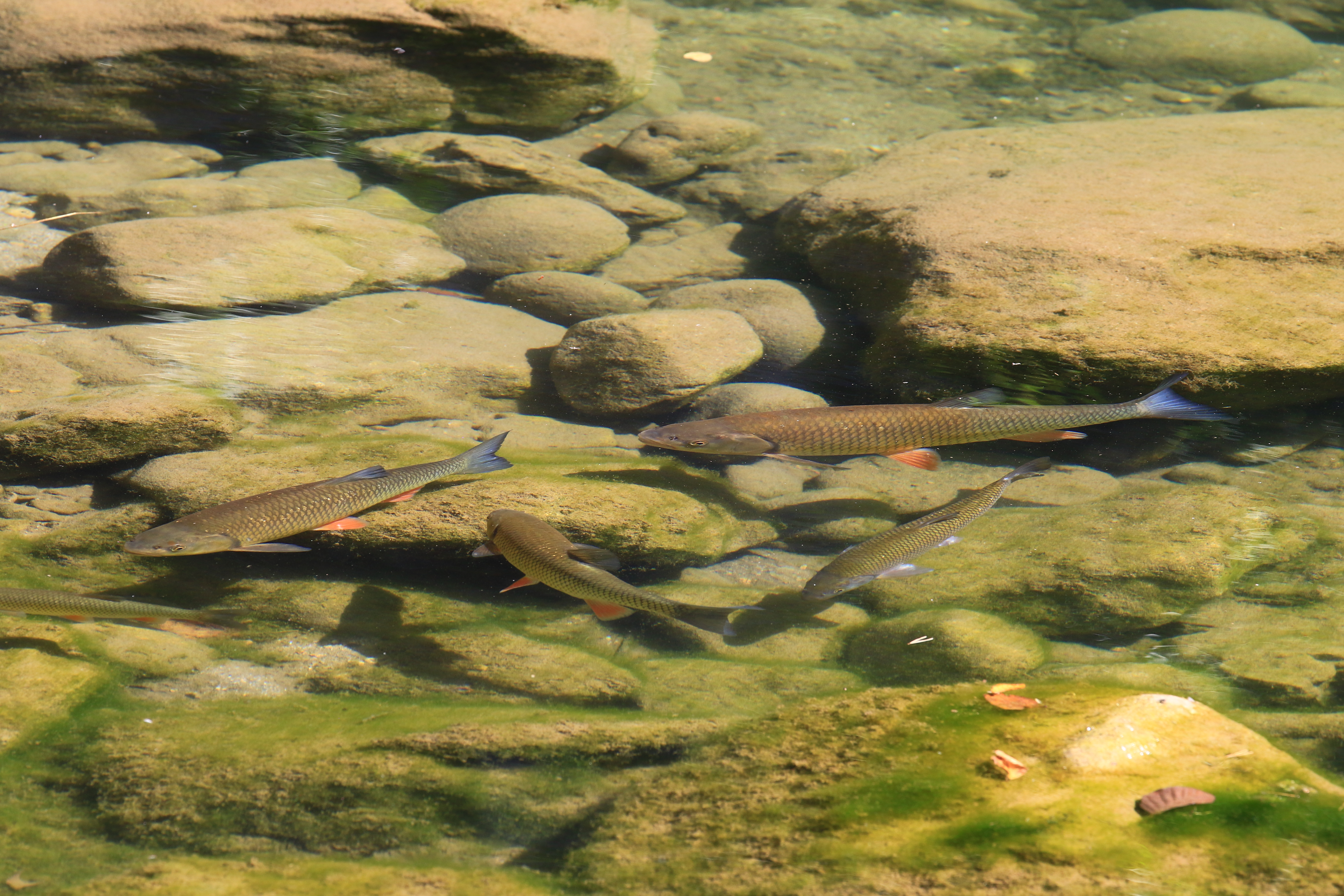
Faune aquatique de la Dourbie.

## Hydrologie
La Dourbie est une rivière abondante, pouvant connaître d'importants débordements comme c'est le cas de la plupart des cours d'eau du bassin versant du Tarn d'origine cévenole.
- Débit minimal d'étiage ou VCN3 : 2,7 m3/s
- Débit maximal : 728 m3/s lors de la crue du 21 septembre 1980

### La Dourbie à Millau
Son débit a été observé durant une période de 97 ans (1918-2014), sur la commune de Millau en Aveyron située au niveau de son confluent avec le Tarn. Le bassin versant de la rivière est de 548 km2, à 360 m d'altitude.
Le module de la rivière à Millau est de 13,10 m3/s.
La Dourbie présente des fluctuations saisonnières de débit assez atténuées, comme c'est souvent le cas des cours d'eau du Massif central. Le régime de la rivière connaît en fait deux périodes opposées. Les hautes eaux se déroulent de l'automne au printemps suivant et portent le débit mensuel moyen à des niveaux allant de 16,1 à 19,2 m3/s, de novembre à mai inclus (avec un maximum en janvier). Les basses eaux ont lieu en été, de juillet à septembre, avec une baisse du débit moyen mensuel allant jusque 4,47 m3/s au mois d'août, ce qui reste important. Les deux mois restants, juin et octobre, constituent deux étapes de transition brèves. Mais les fluctuations de débit sont bien plus prononcées sur de courtes périodes et aussi d'après les années.

### Étiage ou basses eaux
À l'étiage, le VCN3 peut chuter jusque 2,7 m3/s, en cas de période quinquennale sèche, soit 2 700 l/s, ce qui reste presque abondant. Ce soutien à l'étiage est dû essentiellement aux nombreuses sources et résurgences qui lui procurent de grands compléments d'eau et qui proviennent des réseaux karstiques très riches en eau situés sous les causses qui bordent la Dourbie, le causse Noir au nord, et le causse du Larzac au sud.

### Crues
Les crues peuvent être très importantes compte tenu de la taille assez modeste de la rivière et de son bassin versant. Les QIX 2 et QIX 5 valent respectivement 200 et 330 m3/s. Le QIX 10 de 410 m3/s, le QIX 20 de 490 m3/s, tandis que le QIX 50 se monte à 590 m3/s.
À titre de comparaison, le débit de crue du QIX 50 est presque équivalent à celui de la Marne en fin de parcours, à Paris, alors que la Dourbie possède un bassin 23 fois moins étendu, et a un débit huit fois moindre.
Le débit instantané maximal enregistré sur la commune de Millau durant cette période, a été de 728 m3/s le 21 septembre 1980, tandis que la valeur journalière maximale était de 445 m3/s le 5 novembre 1994. En comparant la première de ces valeurs à l'échelle des QIX de la rivière, il apparait que cette crue était largement plus importante que la crue cinquantennale calculée par le QIX 50, et donc exceptionnelle. La hauteur maximale instantanée a été de 729 cm ou 7,29 m le 5 novembre 1994.

### Lame d'eau et débit spécifique
La Dourbie est une rivière abondante, bien alimentée par les fortes précipitations de son bassin et surtout de la partie cévenole de celui-ci. La lame d'eau écoulée dans son bassin versant est de 756 millimètres annuellement, ce qui est plus de deux fois supérieur à la moyenne d'ensemble de la France tous bassins confondus (320 millimètres/an), mais est aussi nettement supérieur à la moyenne du bassin du Tarn (478 millimètres/an). Le débit spécifique (ou Qsp) de cette rivière atteint le chiffre de 23,9 litres par seconde et par kilomètre carré de bassin.